# Night Passage
《Night Passage》는 1980년 11월에 발매된 미국의 재즈 퓨전 밴드 웨더 리포트의 아홉 번째 스튜디오 음반이다. 1980년 7월 12일과 13일에 로스앤젤레스의 더 컴플렉스 스튜디오에서(두 개의 트랙에서 들을 수 있는 250명의 군중 앞에서) 녹음된〈Madagascar〉를 제외하고는, 같은 해 6월 29일에 일본 오사카의 페스티벌 홀에서 라이브로 녹음되었다.
이 음반은 밴드의 새로운 멤버, 즉 타악기 연주자 로버트 토머스 주니어를 소개한다. 《Night Passage》는 웨더 리포트의 초기 발표 중 일부(가장 유명한 것은 1978년의 《Mr. Gone》)의 정교한 제작을 되돌린다. 오버더빙에서 잃어버린 것은 고전 재즈 전통에서 독창적인 즉흥 연주로 구성된다.

## 반응
| 전문가 평가                          | 전문가 평가  |
| 평가 점수                            | 평가 점수    |
| 출처                                 | 점수         |
| ------------------------------------ | ------------ |
| AllMusic                             | [ 2 ]        |
| Robert Christgau                     | C+           |
| The Rolling Stone Jazz Record Guide  | [ 4 ]        |
| High Fidelity                        | (favourable) |
| The Penguin Guide to Jazz Recordings | [ 6 ]        |

올뮤직의 리처드 S.지넬은 "모든 것이 상대적이기 때문에, 이것은 70년대 후반의 정교한 제작 층이 재즈 전통, 전자 악기, 그리고 모든 것에서 더 여분의 질감과 더 꾸밈없는 솔로 즉흥 연주에 자리를 내줬던 웨더 리포트의 직진 음반이다"라고 말했다. 《하이 피델리티》의 돈 헤크먼은 《Night Passage》를 "웨더 리포트가 만든 가장 훌륭한 음반 중 하나"라고 평했다.

## 곡 목록
| #  | 제목                        | 작곡                              | 재생 시간 |
| -- | --------------------------- | --------------------------------- | --------- |
| 1. | 〈Night Passage〉           | 조 자비눌                         | 6:30      |
| 2. | 〈Dream Clock〉             | 자비눌                            | 6:26      |
| 3. | 〈Port of Entry〉           | 웨인 쇼터                         | 5:09      |
| 4. | 〈Forlorn〉                 | 자비눌                            | 3:55      |
| 5. | 〈Rockin' in Rhythm〉       | 듀크 엘링턴, 어빙 밀스, 해리 카니 | 3:02      |
| 6. | 〈Fast City〉               | 자비눌                            | 6:17      |
| 7. | 〈Three Views of a Secret〉 | 자코 파스토리우스                 | 5:50      |
| 8. | 〈Madagascar (Live)〉       | 자비눌                            | 10:56     |